# Katy på nya äventyr
Katy på nya äventyr, även Katy meets the aliens, (spanska: Katy, Kiki y Koko) är en spansk-mexikansk animerad långfilm från 1988 efter en idé av Sylvia Roche. Filmen är en uppföljare till Katy (1983).

## Handling
Katy, tidigare en larv nu en vacker fjäril, befinner sig i ett nytt äventyr, den här gången med sina två barn, Kiki och Koko. Tillsammans slåss de mot en ond lärare och en mycket arg myra, samt en grupp nervösa utomjordiska inkräktare som kidnappar och ersätter skogsdjur i deras jakt efter mat.

## Rollista

### Svenska röster
- Anki Albertsson
- Louise Raeder
- Trolle Carlsson
- Jonas Bergström
- Joachim Bergström
- Ljudtekniker — Lars Klettner
- Översättning och bearbetning — Per-Arne Ehlin
- Regissör — Jonas Bergström
- Producent — Mari-Anne Barrefelt[3]